# Mick Price (snooker)
Mick Price, angleški igralec snookerja, * 2. junij 1966.
Price je najbolj poznan po tem, da je bil nasprotnik Ronnieja O'Sullivana v prvem krogu Svetovnega prvenstva 1997, saj je O'Sullivan med njunim dvobojem dosegel najhitrejši niz 147 točk v zgodovini. Za niz je potreboval le 5 minut in 20 sekund, kar pomeni, da si je O'Sullivan za vsak udarec v povprečju vzel 9 sekund. Price se je uvrstil tudi na Svetovni prvenstvi leta 1992 in leta 1996. Leta 1992 je v prvem krogu premagal Dennisa Taylorja z 10-6 in se v drugem krogu pomeril z Alanom McManusom in izgubil z 10-13. Leta 1996 pa je izpadel že v prvem krogu, tedaj je moral vnovič priznati premoč Alanu McManusu, izid je bil 8-10.
Na svetovni jakostni lestvici je bil najvišje v sezoni 1995/96, ko je držal 21. mesto.  V najboljši dvaintrideseterici jakostne lestvice je ostal do izpada leta 1999. Od upokojitve dalje je zaposlen na Trening kolidžu Arthurja Ranka v Kenilworthu.